# Tournoi de go de Hambourg
La Kido Cup ou  tournoi de go de Hambourg est un des plus grands tournois d'Allemagne de jeu de go.
L'entreprise Coréenne Kido industrial étant sponsor majeur depuis l'édition 2009, le tournoi a été renommé.
Ce tournoi est considéré comme l'un des plus grands d'Europe en tant qu'épreuve régulière de la Coupe européenne de go. L'épreuve comptant pour la coupe européenne 2009 est le tournoi de mai 2009, étant donné que la première édition avec le sponsor a eu lieu en octobre 2009.
À partir de 2011, Pandanet a décidé de sponsoriser le Championnat européen de go par équipes et a donc mis fin au support de la Coupe européenne de go.